# Kosohor
Kosohor – dawny zaścianek. Tereny, na których leżał, znajdują się obecnie na Białorusi, w obwodzie witebskim, w rejonie miorskim, w sielsowiecie Powiacie.
Dawniej używane nazwy – Kosohory, Kosohorje.

## Historia
W czasach zaborów w powiecie dzisieńskim, w guberni wileńskiej Imperium Rosyjskiego.
W latach 1921–1945 zaścianek leżał w Polsce, w województwie wileńskim, w powiecie dziśnieńskim (od 1926 w powiecie brasławskim) w gminie Miory.
Według Powszechnego Spisu Ludności z 1921 roku zamieszkiwało tu 37 osób, wszystkie były wyznania rzymskokatolickiego i zadeklarowały polską przynależność narodową. Było tu 8 budynków mieszkalnych. W 1931 w 10 domach zamieszkiwało 49 osób.
Wierni należeli do parafii rzymskokatolickiej w Miorach. Miejscowość podlegała pod Sąd Grodzki w Drui i Okręgowy w Wilnie; właściwy urząd pocztowy mieścił się w Miorach.